# Wahlen 2021
◄◄ | ◄ | 2017 | 2018 | 2019 | 2020 | Wahlen 2021 | 2022 | 2023 | 2024 | 2025 | ►

Weitere Ereignisse
Die unten aufgeführten Wahlen fanden im Jahr 2021 statt. Die Liste erhebt keinen Anspruch auf Vollständigkeit.
Ein Teil der aufgeführten Wahlen wurde nicht nach international anerkannten demokratischen Standards durchgeführt. Einige waren Scheinwahlen; es gab auch Wahlbetrug. Oft hatten nicht alle konkurrierenden Kandidaten oder Parteien gleichrangigen Zugang zu den Massenmedien des Landes. Die Pressefreiheit ist in vielen Ländern der Erde eingeschränkt (siehe auch Rangliste der Pressefreiheit).

## Termine
| Land                               | Datum                 | Wahl / Abstimmung 2021 | Wahlen / Abstimmungen                                                         | Bemerkung |
| ---------------------------------- | --------------------- | --- | ----------------------------------------------------------------------------- | --- |
| Vereinigte Staaten                 | 5. Jan.               | Wahl zum Senat der Vereinigten Staaten in Georgia und Außerordentliche Wahl zum Senat der Vereinigten Staaten in Georgia                                     | Wahlen zum Senat der Vereinigten Staaten                                      | Liste der Senatoren der Vereinigten Staaten aus Georgia, Stichwahl zur Wahl zum Senat 2020                                                                        |
| Kasachstan                         | 10. Jan.              | Parlamentswahl in Kasachstan | Wahlen in Kasachstan                                                          | |
| Kirgisistan                        | 10. Jan.              | Präsidentschaftswahl in Kirgisistan und Verfassungsreferendum                                                                                                | Wahlen in Kirgisistan                                                         | [ 1 ] [ 2 ] |
| Uganda                             | 14. Jan.              | Präsidentschafts- und Parlamentswahl in Uganda | Wahlen in Uganda                                                              | [ 3 ] [ 4 ] [ 5 ] [ 6 ] [ 7 ] |
| Österreich                         | 24. Jan.              | Gemeinderatswahl in St. Pölten | Gemeinderatswahlen in St. Pölten                                              | turnusmäßig |
| Portugal                           | 24. Jan.              | Präsidentschaftswahl in Portugal | Wahlen in Portugal                                                            | turnusmäßig |
| Ecuador                            | 7. Feb.               | 1. Wahlgang der Präsidentschafts- und Parlamentswahl in Ecuador                                                                                              | Wahlen in Ecuador                                                             | [ 8 ] [ 9 ] [ 10 ] [ 11 ] |
| Liechtenstein                      | 7. Feb.               | Landtagswahl in Liechtenstein | Wahlen in Liechtenstein                                                       | turnusmäßig |
| Kosovo                             | 14. Feb.              | Parlamentswahl im Kosovo | Wahlen im Kosovo                                                              | vorgezogene Neuwahl |
| Spanien                            | 14. Feb.              | Parlamentswahl in Katalonien | Wahlen in Spanien                                                             | [ 20 ] |
| Zentralafrikanische Republik       | 14. Feb.              | zweiter Wahlgang der Parlamentswahl in der Zentralafrikanischen Republik                                                                                     | Wahlen in der Zentralafrikanischen Republik                                   | |
| Laos                               | 21. Feb.              | Parlamentswahl in Laos |                                                                               | |
| Niger                              | 21. Feb.              | Stichwahl der Präsidentschaftswahl in Niger | Wahlen in Niger                                                               | [ 21 ] [ 22 ] |
| El Salvador                        | 28. Feb.              | Parlamentswahl in El Salvador | Wahlen in El Salvador                                                         | [ 23 ] [ 24 ] [ 25 ] [ 26 ] |
| Österreich                         | 28. Feb.              | Gemeinderats- und Bürgermeisterwahlen in Kärnten | Kommunalwahlen in Kärnten                                                     | turnusmäßig |
| Föderierte Staaten von Mikronesien | 2. Mrz.               | Parlamentswahl in den Föderierten Staaten von Mikronesien |                                                                               | |
| Elfenbeinküste                     | 6. Mrz.               | Parlamentswahl in der Elfenbeinküste | Wahlen in der Elfenbeinküste                                                  | |
| Bolivien                           | 7. Mrz.               | Regionalwahl in Bolivien | Wahlen in Bolivien                                                            | [ 27 ] |
| Schweiz                            | 7. Mrz.               | Volksabstimmung in der Schweiz am 7. März | Liste der eidgenössischen Volksabstimmungen                                   | [ 28 ] |
| Australien                         | 13. Mrz.              | Parlamentswahl in West-Australien |                                                                               | |
| Deutschland                        | 14. Mrz.              | Landtagswahl in Rheinland-Pfalz | Wahlen in Rheinland-Pfalz                                                     | turnusmäßig |
| Deutschland                        | 14. Mrz.              | Landtagswahl in Baden-Württemberg | Wahlen in Baden-Württemberg                                                   | turnusmäßig |
| Deutschland                        | 14. Mrz.              | Kommunalwahlen in Hessen | Wahlen in Hessen                                                              | turnusmäßig |
| Niederlande                        | 15. Mrz. bis 17. Mrz. | Wahlen zur Zweiten Kammer der Generalstaaten in den Niederlanden                                                                                             | Wahlen in den Niederlanden                                                    | turnusmäßig |
| Republik Kongo                     | 21. Mrz.              | Präsidentschaftswahl in der Republik Kongo | Wahlen in der Republik Kongo                                                  | |
| Israel                             | 23. Mrz.              | Parlamentswahl in Israel | Wahlen in Israel                                                              | [ 29 ] [ 30 ] |
| Kosovo                             | 3. Apr. und 4. Apr.   | Präsidentschaftswahl im Kosovo | Wahlen im Kosovo                                                              | |
| Bulgarien                          | 4. Apr.               | Parlamentswahl in Bulgarien | Wahlen in Bulgarien                                                           | |
| Grönland                           | 6. Apr.               | Parlamentswahl in Grönland | Wahlen in Grönland                                                            | vorgezogene Neuwahl |
| Dschibuti                          | 9. Apr.               | Präsidentschaftswahl in Dschibuti | Wahlen in Dschibuti                                                           | |
| Samoa                              | 9. Apr.               | Samoanische Parlamentswahlen | Wahlen in Samoa                                                               | |
| Benin                              | 11. Apr.              | Präsidentschaftswahl in Benin | Wahlen in Benin                                                               | |
| Ecuador                            | 11. Apr.              | Stichwahl der Präsidentschafts- und Parlamentswahl in Ecuador                                                                                                | Wahlen in Ecuador                                                             | [ 31 ] [ 32 ] [ 33 ] [ 34 ] [ 35 ] [ 36 ] |
| Peru                               | 11. Apr.              | Präsidentschafts- und Parlamentswahl in Peru | Wahlen in Peru                                                                | [ 37 ] [ 38 ] |
| Tschad                             | 11. Apr.              | Parlamentswahl im Tschad | Wahlen im Tschad                                                              | |
| Kanada                             | 12. Apr.              | Wahl der Legislativversammlung von Yukon | Wahlen in Kanada                                                              | |
| Cayman Islands                     | 14. Apr.              | Wahlen auf den Cayman Islands | Politik auf den Cayman Islands                                                | |
| Kap Verde                          | 18. Apr.              | Parlamentswahl in Kap Verde | Wahlen in Kap Verde                                                           | [ 39 ] |
| Albanien                           | 25. Apr.              | Parlamentswahl in Albanien | Wahlen in Albanien                                                            | turnusmäßig |
| Australien                         | 1. Mai                | Parlamentswahl in Tasmanien |                                                                               | |
| Spanien                            | 4. Mai                | Parlamentswahl in der Autonomen Gemeinschaft Madrid | Parlamentswahl in einer autonomen Gemeinschaft in Spanien                     | |
| Vereinigtes Königreich             | 6. Mai                | Parlamentswahl in Schottland | Wahlen in Schottland                                                          | turnusmäßig |
| Vereinigtes Königreich             | 6. Mai                | Lokalwahlen im Vereinigten Königreich | Wahlen im Vereinigten Königreich                                              | turnusmäßig |
| Vereinigtes Königreich             | 6. Mai                | Nationalversammlungswahl in Wales | Wahlen in Wales                                                               | turnusmäßig |
| Deutschland                        | 9. Mai                | Oberbürgermeister-Wahl in Neumünster | Bürgermeister (Neumünster)                                                    | [ 41 ] [ 42 ] [ 43 ] [ 44 ] [ 45 ] [ 46 ] |
| Chile                              | 15. Mai               | Verfassungsreferendum und Kommunalwahlen in Chile | Wahlen in Chile                                                               | aufgrund der Covid-19-Pandemie vom ursprünglichen Termin (11. April) verschoben                                                                                   |
| Kroatien                           | 16. Mai               | Kommunalwahlen in Kroatien | Wahlen in Kroatien                                                            | turnusmäßig |
| Vietnam                            | 23. Mai               | Wahl zur Nationalversammlung in Vietnam | Wahlen in Vietnam                                                             | |
| Syrien                             | 26. Mai               | Präsidentschaftswahl in Syrien | Wahlen in Syrien                                                              | [ 49 ] |
| Zypern                             | 30. Mai               | Parlamentswahl in der Republik Zypern | Parlamentswahlen in Zypern                                                    | turnusmäßig 5 Jahre |
| Somaliland                         | 31. Mai               | Parlamentswahl in Somaliland | Wahlen in Somaliland                                                          | [ 50 ] |
| Lettland                           | 5. Jun.               | Kommunalwahl in Lettland | Wahlen in Lettland                                                            | [ 51 ] |
| Deutschland                        | 6. Jun.               | Landtagswahl in Sachsen-Anhalt | Landtagswahlen in Sachsen-Anhalt                                              | turnusmäßig |
| Mexiko                             | 6. Jun.               | Wahlen in Mexiko | Wahlen in Mexiko                                                              | |
| Peru                               | 6. Jun.               | Stichwahl der Präsidentschaftswahl in Peru | Wahlen in Peru                                                                | |
| Mongolei                           | 9. Jun.               | Präsidentschaftswahl der Mongolei | Wahlen in der Mongolei                                                        | [ 52 ] |
| Algerien                           | 12. Jun.              | Parlamentswahl in Algerien | Wahlen in Algerien                                                            | [ 53 ] |
| Schweiz                            | 13. Jun.              | Volksabstimmung in der Schweiz am 13. Juni | Liste der eidgenössischen Volksabstimmungen                                   | [ 28 ] |
| Iran                               | 18. Jun.              | Präsidentschaftswahl im Iran | Wahlen im Iran                                                                | |
| Armenien                           | 20. Jun.              | Parlamentswahl in Armenien | Wahlen in Armenien                                                            | |
| Äthiopien                          | 21. Jun.              | Parlamentswahl in Äthiopien | Wahlen in Äthiopien                                                           | |
| Frankreich                         | 20. Jun. und 27. Jun. | Regionalwahlen in Frankreich | Wahlen in Frankreich                                                          | |
| Niederlande                        | 25. Jun.              | Wahlen auf Aruba | Politik auf Aruba                                                             | |
| Vereinigtes Königreich             | 1. Jul.               | Nachwahl der Lokalwahlen im Vereinigten Königreich | Wahlen im Vereinigten Königreich                                              | turnusmäßig |
| Mexiko                             | 6. Jul.               | Kommunalwahlen in Mexiko | Wahlen in Mexiko                                                              | |
| Bulgarien                          | 11. Jul.              | Parlamentswahl in Bulgarien | Wahlen in Bulgarien                                                           | [ 56 ] [ 57 ] [ 58 ] [ 59 ] |
| Moldau                             | 11. Jul.              | Parlamentswahl in der Republik Moldau | Wahlen in der Republik Moldau                                                 | |
| São Tomé und Príncipe              | 18. Jul.              | Präsidentschaftswahl in São Tomé und Príncipe | Wahlen in São Tomé und Príncipe                                               | |
| St. Lucia                          | 26. Jul.              | Parlamentswahl in Saint Lucia |                                                                               | |
| Sambia                             | 12. Aug.              | Präsidentschaftswahl und Wahl zur Nationalversammlung in Sambia                                                                                              | Wahlen in Sambia                                                              | |
| Estland                            | 30. Aug. und 31. Aug. | Präsidentschaftswahl in Estland | Präsidentschaftswahl in Estland                                               | turnusmäßig |
| Marokko                            | 8. Sep.               | Parlamentswahl in Marokko | Wahlen in Marokko                                                             | ; turnusmäßig |
| Volksrepublik China                | 12. Sep.              | Wahl der Gesetzgebenden Versammlung von Macau | Politik (Macau)                                                               | turnusmäßig |
| Deutschland                        | 12. Sep. und 26. Sep. | Kommunalwahlen in Niedersachsen | Wahlen in Niedersachsen                                                       | turnusmäßig |
| Norwegen                           | 13. Sep.              | Parlamentswahl in Norwegen | Wahlen in Norwegen                                                            | turnusmäßig |
| Vereinigte Staaten                 | 14. Sep.              | Gouverneurswahl in Kalifornien | Gouverneurswahlen in den Vereinigten Staaten                                  | [ 61 ] |
| Russland                           | 17. Sep. bis 19. Sep. | Parlamentswahl in Russland | Wahlen in Russland                                                            | [ 62 ] |
| Kanada                             | 20. Sep.              | Parlamentswahl in Kanada | Wahlen in Kanada                                                              | [ 63 ] [ 64 ] |
| Isle of Man                        | 23. Sep.              | Parlamentswahl auf der Isle of Man | Politik (Isle of Man)                                                         | turnusmäßig |
| Island                             | 25. Sep.              | Parlamentswahl in Island | Wahlen in Island                                                              | turnusmäßig |
| Armenien                           | 26. Sep.              | Lokalwahlen in Armenien | Wahlen in Armenien                                                            | [ 66 ] |
| Deutschland                        | 26. Sep.              | Bundestagswahl in Deutschland | Bundestagswahlen                                                              | turnusmäßig |
| Deutschland                        | 26. Sep.              | Wahl zum Abgeordnetenhaus von Berlin | Wahlen in Berlin                                                              | turnusmäßig |
| Deutschland                        | 26. Sep.              | Wahl der Bezirksverordnetenversammlungen in Berlin 2021 | Wahlen in Berlin                                                              | |
| Deutschland                        | 26. Sep.              | Volksentscheid Deutsche Wohnen & Co. enteignen in Berlin | Wahlen in Berlin                                                              | |
| Deutschland                        | 26. Sep.              | Landtagswahl in Mecklenburg-Vorpommern | Landtagswahlen in Mecklenburg-Vorpommern                                      | turnusmäßig |
| Portugal                           | 26. Sep.              | Kommunalwahlen in Portugal | Wahlen in Portugal                                                            | |
| Schweiz                            | 26. Sep.              | Volksabstimmung in der Schweiz am 26. September | Liste der eidgenössischen Volksabstimmungen                                   | [ 28 ] |
| Österreich                         | 26. Sep.              | Landtagswahl in Oberösterreich | Landtagswahlen in Oberösterreich                                              | turnusmäßig |
| Österreich                         | 26. Sep.              | Gemeinderats- und Bürgermeisterwahlen in Oberösterreich | Kommunalwahlen in Österreich                                                  | turnusmäßig |
| Österreich                         | 26. Sep.              | Gemeinderatswahl in Graz | Kommunalwahlen in der Steiermark                                              | vorgezogen |
| San Marino                         | 26. Sep.              | Referendum zur Legalisierung von Schwangerschaftsabbrüchen in San Marino                                                                                     | Plebiszit in San Marino                                                       | |
| Georgien                           | 2. Okt.               | Kommunalwahlen in Georgien | Wahlen in Georgien                                                            | [ 68 ] [ 69 ] [ 70 ] |
| Katar                              | 2. Okt.               | Parlamentswahl in Katar |                                                                               | |
| Italien                            | 3. Okt. und 4. Okt    | Kommunalwahlen in Italien | Kommunalwahlen in Italien                                                     | [ 71 ] [ 72 ] [ 73 ] |
| Italien                            | 3. Okt. und 4. Okt    | Regionalwahl in Kalabrien | Regionalwahlen in Kalabrien                                                   | [ 74 ] [ 75 ] [ 76 ] |
| Tschechien                         | 8. Okt. und 9. Okt.   | Abgeordnetenhauswahl in Tschechien | Wahlen in Tschechien                                                          | |
| Irak                               | 10. Okt.              | Parlamentswahl im Irak | Wahlen im Irak                                                                | [ 77 ] [ 78 ] [ 79 ] |
| Österreich                         | 10. Okt.              | Stichwahlen der Gemeinderats- und Bürgermeisterwahlen in Oberösterreich                                                                                      | Kommunalwahlen in Österreich                                                  | turnusmäßig |
| St. Helena                         | 13. Okt.              | Wahl auf St. Helena | Wahl in St. Helena, Ascension und Tristan da Cunha                            | turnusmäßig |
| Armenien                           | 17. Okt.              | Lokalwahlen in Armenien | Wahlen in Armenien                                                            | [ 80 ] |
| Estland                            | 17. Okt.              | Kommunalwahlen in Estland | Wahlen in Estland                                                             | [ 81 ] |
| Italien                            | 17. Okt.              | Stichwahlen der Kommunalwahlen in Italien | Wahlen in Italien                                                             | |
| Kap Verde                          | 17. Okt.              | Präsidentschaftswahl in Kap Verde | Wahlen in Kap Verde                                                           | [ 82 ] |
| Kosovo                             | 17. Okt.              | Kommunalwahlen im Kosovo | Wahlen im Kosovo                                                              | [ 83 ] [ 84 ] |
| Nordmazedonien                     | 17. Okt.              | Lokalwahlen in Nordmazedonien | Wahlen in Nordmazedonien                                                      | [ 85 ] |
| Usbekistan                         | 24. Okt.              | Präsidentschaftswahl in Usbekistan | Wahlen in Usbekistan                                                          | [ 86 ] [ 87 ] [ 88 ] |
| Georgien                           | 30. Okt.              | Stichwahlen der Kommunalwahlen in Georgien | Wahlen in Georgien                                                            | [ 89 ] [ 90 ] [ 91 ] |
| Japan                              | 31. Okt.              | Wahlen zum Abgeordneten-/Repräsentantenhaus/Unterhaus des Nationalparlaments in Japan Volksabstimmung über den Verbleib von Richtern am Obersten Gerichtshof | Wahlen in Japan                                                               | vorgezogen/turnusmäßig entscheidet frei das Kabinett |
| Südafrika                          | 1. Nov.               | Kommunalwahlen in Südafrika | Wahlen in Südafrika                                                           | |
| Vereinigte Staaten                 | 2. Nov.               | Wahlen in Michigan, New Jersey, New York und Virginia | Politik (Michigan) Politik (New Jersey) Politik (New York) Politik (Virginia) | |
| Haiti                              | 7. Nov.               | Parlamentswahl, Präsidentschaftswahl und Verfassungreferendum in Haiti (erneut verschoben)                                                                   | Wahlen in Haiti                                                               | zunächst für den 25. April, später für den 27. Juni geplant, dann für den 19. September, dann auf den 7. November und schließlich auf unbestimmte Zeit verschoben |
| Nicaragua                          | 7. Nov.               | Wahlen in Nicaragua | Wahlen in Nicaragua                                                           | [ 95 ] [ 96 ] [ 97 ] [ 98 ] |
| Somalia                            | 13. Nov.              | Wahl in Somalia | Wahlen in Somalia                                                             | [ 99 ] |
| Argentinien                        | 14. Nov.              | Parlamentswahl und Provinzialwahlen in Argentinien | Wahlen in Argentinien                                                         | [ 100 ] |
| Armenien                           | 14. Nov.              | Lokalwahlen in Armenien | Wahlen in Armenien                                                            | [ 101 ] |
| Bulgarien                          | 14. Nov.              | Parlamentswahl und Präsidentschaftswahl in Bulgarien | Wahlen in Bulgarien                                                           | |
| Tonga                              | 18. Nov.              | Parlamentswahl in Tonga | Kategorie:Parlamentswahl in Tonga                                             | |
| Chile                              | 21. Nov.              | Parlamentswahl und Präsidentschaftswahl in Chile | Wahlen in Chile                                                               | |
| Venezuela                          | 21. Nov.              | Regionalwahlen in Venezuela | Wahlen in Venezuela                                                           | |
| Honduras                           | 28. Nov.              | Präsidentschaftswahl und Parlamentswahl in Honduras | Wahlen in Honduras                                                            | [ 102 ] |
| Kirgisistan                        | 28. Nov.              | Parlamentswahl in Kirgisistan | Wahlen in Kirgisistan                                                         | |
| Schweiz                            | 28. Nov.              | Volksabstimmung in der Schweiz am 28. November | Liste der eidgenössischen Volksabstimmungen                                   | [ 28 ] |
| Gambia                             | 4. Dez.               | Präsidentschaftswahl in Gambia | Wahlen in Gambia                                                              | |
| Armenien                           | 5. Dez.               | Lokalwahlen in Armenien | Wahlen in Armenien                                                            | [ 103 ] |
| Palästina                          | 11. Dez.              | Kommunalwahlen im Westjordanland | Politik (Palästina)                                                           | [ 104 ] |
| Neukaledonien                      | 12. Dez.              | Unabhängigkeitsreferendum in Neukaledonien | Abstimmungen in Neukaledonien                                                 | |
| Vereinigtes Königreich             | 16. Dez.              | Nachwahl in North Shropshire | Wahlen im Vereinigten Königreich                                              | [ 105 ] [ 106 ] [ 107 ] [ 108 ] [ 109 ] |
| Chile                              | 19. Dez.              | Stichwahl der Präsidentschaftswahl in Chile | Wahlen in Chile                                                               | |
| Hongkong                           | 19. Dez.              | Wahl in Hongkong | Politik in Hongkong                                                           | [ 110 ] [ 111 ] [ 112 ] [ 113 ] [ 114 ] |
| Japan                              | 24. Januar–Dezember   | Präfekturgouverneurswahlen in Yamagata, Gifu, Chiba, Akita, Fukuoka, Shizuoka, Hyōgo, Ibaraki, Miyagi, Hiroshima                                             | turnusmäßig, Fukuoka: vorgezogen                                              | |
| Japan                              | 31. Januar–März       | Stadtparlamentswahlen in den Großstädten Kitakyūshū und Shizuoka                                                                                             | turnusmäßig                                                                   | |
| Japan                              | April–Dezember        | Stadtbürgermeisterwahlen in den Großstädten Chiba, Nagoya, Saitama, Sendai, Yokohama, Kawasaki, Kōbe, Okayama                                                | turnusmäßig, Chiba: vorgezogen                                                | |
| Japan                              | Januar–Dezember       | Bürgermeister-/Parlamentswahlen in sonst. kreisfreien Städten, Sonderbezirken, Städten, Dörfern                                                              | turnusmäßig                                                                   | |
| Japan                              | 4. Juli               | Präfekturparlamentswahl in Tokio | Wahlen in Japan                                                               | turnusmäßig |

### Wahlen zu mehreren Terminen
| Staat       | Staat   | Wahl/Abstimmung                     | Kategorie                    |
| ----------- | ------- | ----------------------------------- | ---------------------------- |
| Deutschland | Sachsen | Bürgermeisterwahlen in Sachsen 2021 | Bürgermeisterwahl in Sachsen |